# Amegilla albocaudata
Amegilla albocaudata là một loài Hymenoptera trong họ Apidae. Loài này được Dours mô tả khoa học năm 1869.
Loài này phân bố ở Zimbabwe.